# Kamil Kozioł
Kamil Kozioł (ur. 11 listopada 2000 w Rybniku) – polski szachista, mistrz FIDE od 2017 roku.

## Kariera szachowa
W szachy gra od 5. roku życia. Na liście rankingowej FIDE zadebiutował 1 marca 2010 roku. W tym samym roku w Wiśle zdobył srebrny medal mistrzostw Polski juniorów do lat 10 w szachach oraz zadebiutował na mistrzostwach Europy do 10 lat w Batumi, zajmując 8. miejsce. W 2012 r. zdobył w Solinie tytuł mistrza Polski juniorów do 12 lat. Również w 2012 r. zdobył złote medale mistrzostw Polski juniorów w szachach szybkich oraz błyskawicznych, natomiast na mistrzostwach Europy do 12 lat zajął 9. miejsce. Brązowy medalista Indywidualnych Mistrzostw Polski juniorów do lat 14 w szachach błyskawicznych. Reprezentant Polski w Drużynowych Mistrzostwach Europy do lat 18 w Celje. Srebrny medalista Indywidualnych Mistrzostw Polski Juniorów z 2016 roku. Uczestnik Indywidualnych Mistrzostw Świata do lat 10, 12 i 16.
Jego najwyższy ranking FIDE wynosił 2323 (1 stycznia 2020).
Reprezentuje klub MKSz Rybnik.